# Siècle d'or espagnol
Pour les articles homonymes, voir Siècle d'or.

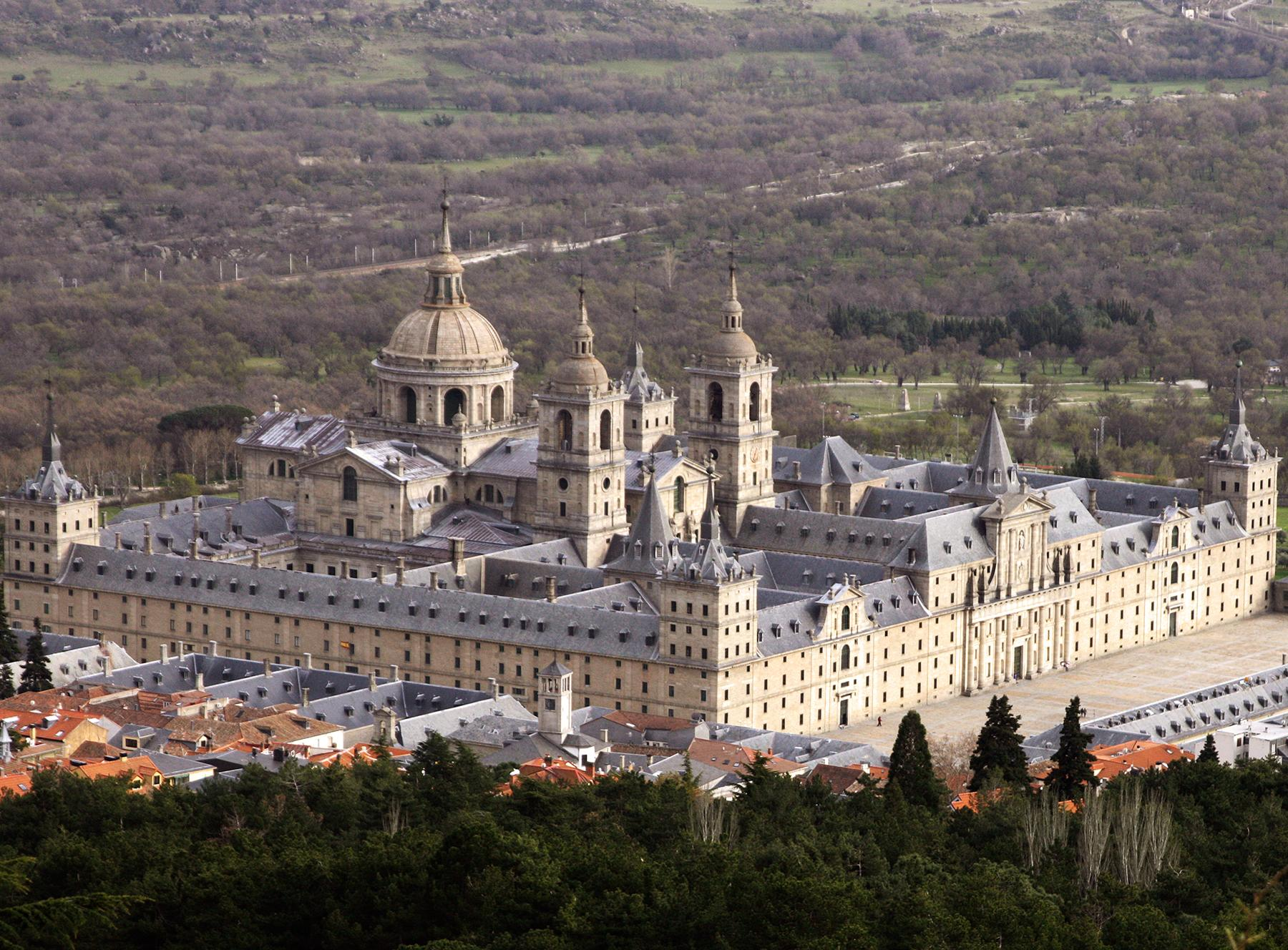
Le monastère royal de l'Escurial, construit sous Philippe II par Juan de Herrera.

Le Siècle d'or espagnol (en espagnol : Siglo de Oro) est la période de rayonnement culturel de la monarchie catholique espagnole en Europe du XVIe au XVIIe siècle (1492-1681). Cette période de grande vitalité littéraire et artistique en Espagne et dans les pays hispanophones d'Amérique latine s'achève avec le déclin politique et la fin de la dynastie Habsbourg en Espagne avec Philippe III, Philippe IV et Charles II.
La délimitation temporelle de cette époque de grandeur économique et politique de la monarchie catholique espagnole est généralement assez floue, entre le XVIe siècle (voire la fin du XVe siècle) et le XVIIe siècle.

## Cadre
À cette époque, les Habsbourg, en Espagne comme en Autriche, sont de grands mécènes. L'Escurial, le grand monastère royal construit par Juan de Herrera sous les ordres de Philippe II, attire certains des architectes et peintres européens. Diego Vélasquez, cultive des liens avec Philippe IV et son premier ministre, Gaspar de Guzmán, comte-duc d'Olivares, et laisse plusieurs portraits montrant son style. Le Greco, autre peintre espagnol de la période, incorpore des éléments venant de la Renaissance italienne dans l'art espagnol et participe à la naissance d'un « style espagnol » propre.
Des compositeurs comme Tomás Luis de Victoria, Luis de Milán ou Alonso Lobo participent au développement de la musique de la Renaissance et de techniques comme le contrepoint ou la polyphonie, gardant une grande influence tout au long de la période baroque.
La littérature espagnole est également florissante, avec notamment l'œuvre monumentale de Miguel de Cervantes, l'auteur de Don Quichotte. Lope de Vega, l'auteur de théâtre le plus prolifique d'Espagne, écrit sans doute plus de mille pièces, dont quatre cents sont parvenues jusqu'à nous.

## Délimitation
Plusieurs événements peuvent être choisis, avec toujours une part d'arbitraire, pour définir les limites du Siècle d'or. Ils dépendent notamment de l'accent qu'on met sur tel ou tel aspect (politique ou artistique).
Généralement, on ne fait pas commencer le Siècle d'or avant 1492, année marquante pour l'Espagne, qui coïncide avec la fin de la Reconquista, les voyages de Christophe Colomb au Nouveau monde pour le compte de la Couronne de Castille et la publication par Antonio de Nebrija de la première grammaire castillane. Pour ce qui est de la fin du Siècle d'or, la limite adoptée peut être la reconnaissance de l'indépendance des Provinces-Unies par les Habsbourg d'Espagne, survenue en 1648, ou bien la mort du poète et dramaturge Pedro Calderón, en 1681.

## Populations et société
Après la fin de l'expansion militaire des royaumes catholiques vers le sud en 1492, une importante population de Morisques (musulmans convertis de force au christianisme) demeure dans l'Est de la péninsule ibérique jusqu'en 1609, lorsqu'au moins un tiers de la population est expulsé de force par la couronne espagnole et déplacé vers l'Afrique du Nord. La documentation historique suggère que la population des provinces méditerranéennes orientales de Castellón, Valence, Alicante et, dans une moindre mesure, Murcie[Information douteuse] et certaines parties de l'Andalousie (Almeria et Grenade), a été considérablement réduite, avec la réinstallation ultérieure de populations venues d'Aragon, de Catalogne et de Navarre pour éviter l'effondrement économique et démographique. De nombreux noms de famille actuellement répandus dans la région valencienne sont géographiquement structurés et reflètent leur provenance des régions colonisatrices. L'arrière-pays était principalement repeuplé par des Aragonais non catalanophones, tandis que les principales villes côtières concentraient davantage de catalanophones originaires de Catalogne.
Ces mouvements de populations semblent contraster fortement avec les régions de la Couronne de Castille, où des sources historiques prétendent qu'il y avait une meilleure intégration de l'identité morisque dans la population générale, et où aucune déportation massive n'a été enregistrée.

## Peinture

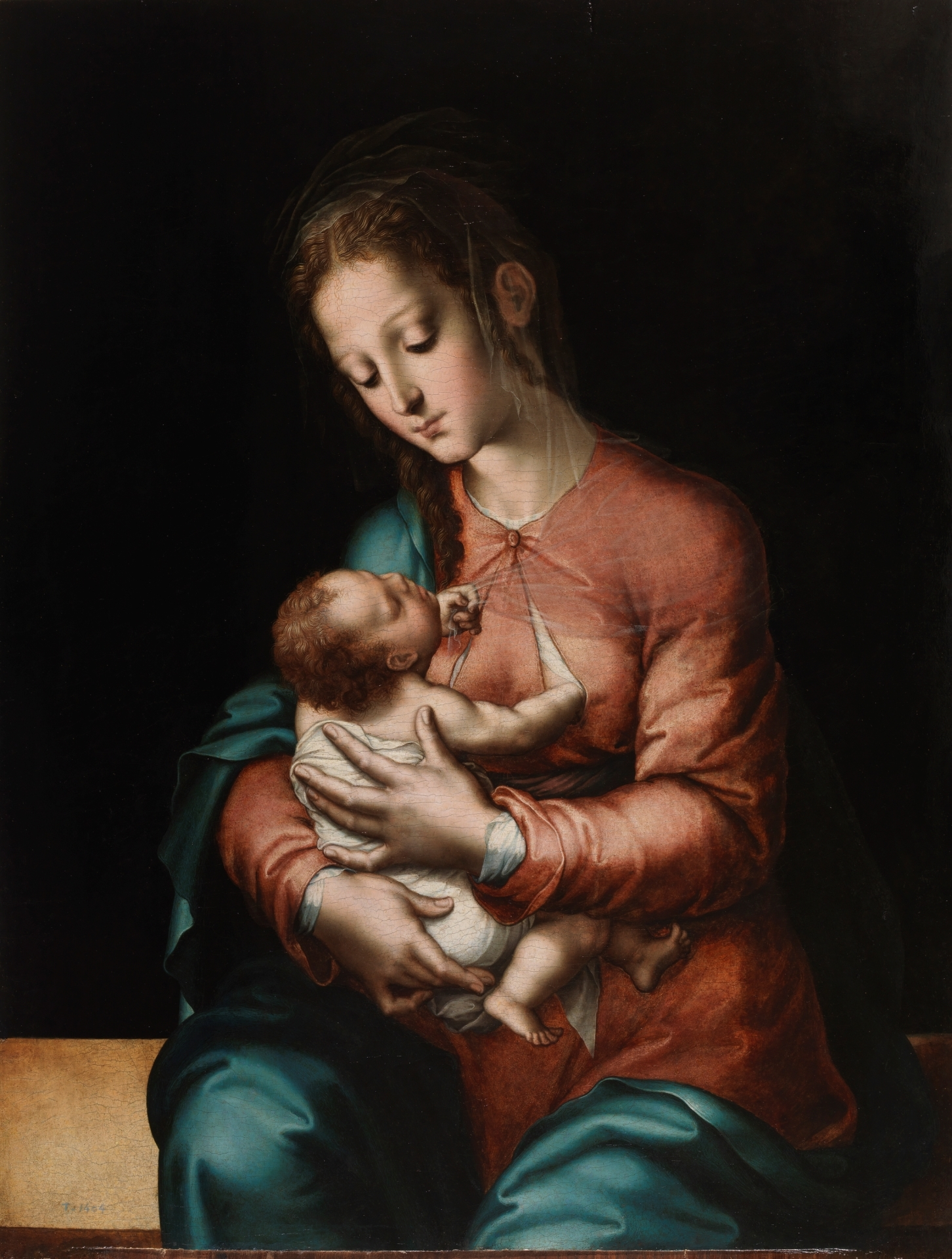
Vierge à l'enfant par le peintre espagnol du XVIe siècle Luis de Morales (Madrid, musée du Prado).

L'Espagne, à l'époque de la Renaissance italienne, reçoit la visite de quelques grands artistes. Les possessions italiennes ainsi que les relations établies par le mari de la reine Isabelle Ire de Castille, Ferdinand II d'Aragon, futur unique monarque d'Espagne, entraînent des mouvements d'intellectuels à travers la Méditerranée entre Valence, Séville et Florence qui s'intensifient parallèlement à l'accroissement de l'influence espagnole en Europe, et plus particulièrement en Italie. Luis de Morales, l'un des chefs de file du style maniériste espagnol, conserve, dans une œuvre qui rappelle l'art médiéval, un style espagnol caractéristique. L'art espagnol, et notamment celui de Morales, contient d'importants éléments mystiques et religieux dus à la Contre-Réforme et au mécénat d'une monarchie et d'une aristocratie espagnoles fortement marquées par le catholicisme.

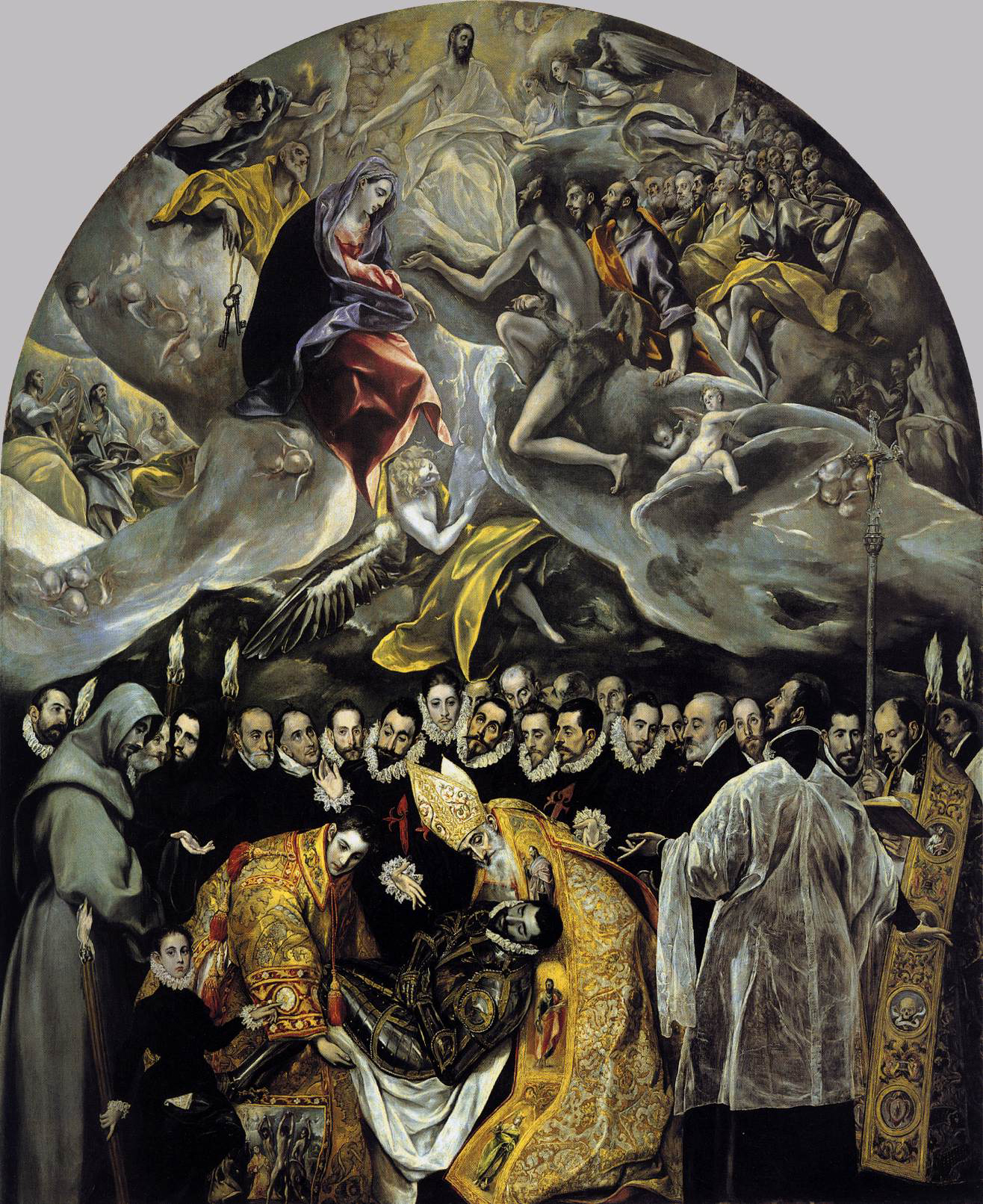
L'Enterrement du comte d'Orgaz par El Greco, Tolède.

Comme son surnom l'indique, celui qui joue le rôle le plus important dans l'importation de la Renaissance italienne en Espagne, El Greco, n'est pas espagnol d'origine, mais est né en Crète sous le nom de Domenikos Theotokopoulos. Il étudie les grands peintres italiens de son temps - Titien, Tintoretto et Michel-Ange - pendant son séjour en Italie, de 1568 à 1577. Selon la légende, il entre en disgrâce après avoir affirmé que si on détruisait l'une des peintures murales de Michel-Ange il serait capable d'en peindre une aussi belle. Parti pour Tolède, il joue un grand rôle dans l'élaboration d'un style plein d'émotion, avec les doigts allongés des personnages et des couleurs vives. Ses représentations de la ville de Tolède deviennent des modèles pour la tradition nouvelle en Europe de la peinture du paysage et influencent par la suite les maîtres hollandais.
Né deux générations après Le Greco, en 1599, Diego Vélasquez est l'un des peintres les plus importants d'Espagne. Un nombre sans cesse croissant d'hommes d'État, d'aristocrates et de membres du clergé venant de toute l'Europe commandent des portraits à ce peintre de la cour de Philippe IV.

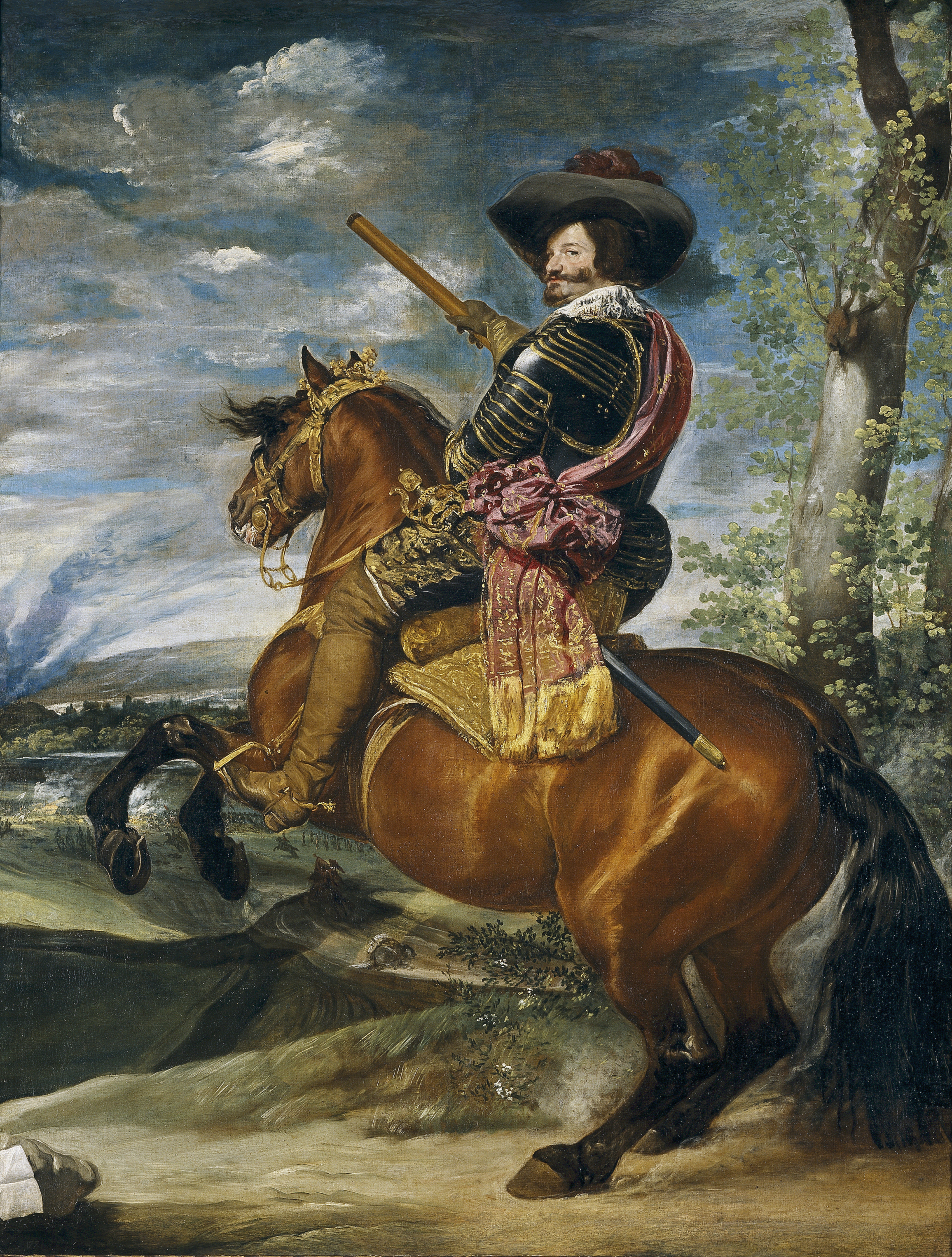
Portrait de Gaspar de Guzmán, par Diego Vélasquez, 1638 (Madrid, musée du Prado).

Ses portraits du roi, de son premier ministre, le comte d'Olivares, ou du pape lui-même font preuve d'une croyance profonde dans le réalisme artistique et d'un style original qui influence nombre de maîtres hollandais. Pendant la guerre de Trente Ans, Vélasquez suit Ambrogio Spinola dans sa campagne aux Pays-Bas, où il peint la célèbre Reddition de Breda. Vélasquez a la capacité d'exprimer des émotions à travers la réalité dans ses portraits comme dans ses paysages. Ceux-ci, dans lesquels il fait les premières expériences d'éclairage naturel dans l'art européen, ont une influence durable sur la peinture occidentale. Son amitié avec Bartolomé Esteban Murillo, le chef de file de la génération suivante des peintres espagnols, assure la perpétuation de son influence.

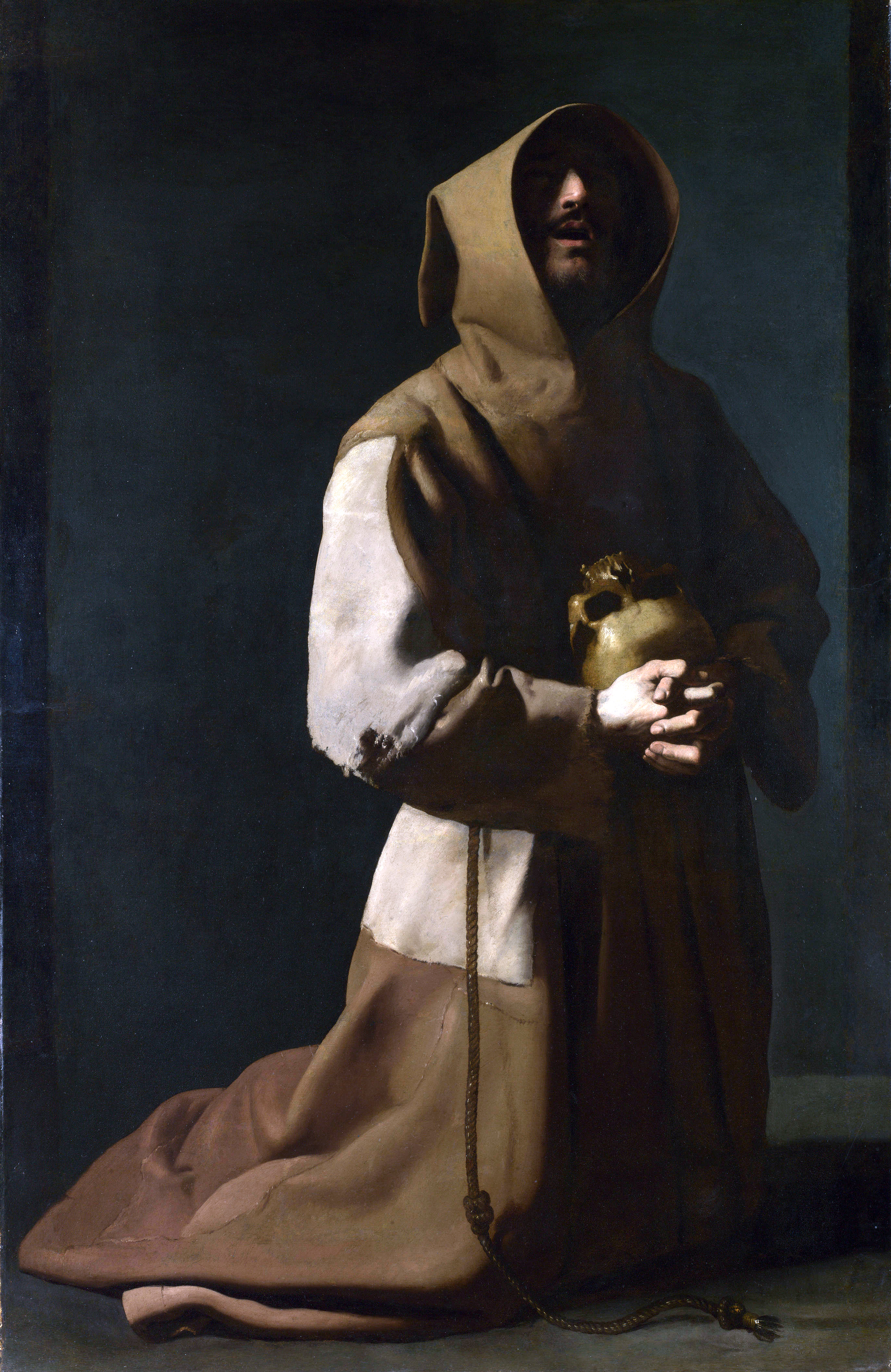
Saint François d'Assise à genoux, de Francisco de Zurbarán (Londres, National Gallery)

L'élément religieux de l'art espagnol prend une importance accrue avec la Contre-Réforme. L'œuvre austère et ascétique de Francisco de Zurbarán ainsi que celle du compositeur Tomás Luis de Victoria illustrent cette tendance dans les arts espagnols. Philippe IV apporte un soutien appuyé aux artistes qui partagent ses opinions sur la Contre-Réforme et la religion. Le mysticisme de l'œuvre de Zurbarán - influencé par Sainte Thérèse d'Avila - finit par devenir une caractéristique de l'art espagnol des dernières générations du Siècle d'or. Influencé par Le Caravage et les maîtres italiens, Zurbarán consacre son travail artistique à la représentation de la religion et de la foi. Ses tableaux sur Saint François d'Assise, l'immaculée conception et la crucifixion du Christ sont un bon exemple d'un troisième aspect de la culture espagnole du XVIIe siècle, sur fond de guerres de religion en Europe. Zurbarán rompt avec la vision réaliste de Vélasquez et, d'une certaine façon, se tourne, pour l'inspiration et la technique, vers la vision émotive d'El Greco et des peintres maniéristes qui le précédent, même s'il reste dans le sillage de Vélasquez en ce qui concerne la lumière et les nuances.

### Peintres de la Renaissance importants
- Pedro Berruguete (1450-1504)
- Luis de Morales (1509-1586)
- Juan de Juanes (1523-1579)
- Juan Fernández Navarette (1526-1579)
- Alonso Sánchez Coello (1531-1588)
- El Greco (1541-1614)

### Peintres baroques importants
- Francisco Ribalta (1565-1628)
- Juan Bautista Maíno (1569-1649)
- José de Ribera (1591-1652)
- Francisco de Zurbarán (1598–1664)
- Diego Vélasquez (1599-1660)
- Alonso Cano (1601-1667)
- Antonio de Pereda (1611-1678)
- Juan Bautista Martínez del Mazo (1612-1667)
- Juan Carreño de Miranda (1614-1685)
- Bartolomé Esteban Murillo (1617-1682)
- Francisco Herrera el Mozo (1622-1685)
- Juan de Valdés Leal (1622-1690)
- Claudio Coello (1642-1693)

## Sculpture
La première génération de sculpteurs espagnols de la Renaissance regroupe : Vasco de la Zarza (chœur de la cathédrale d'Avila), Felipe Bigarny (retable majeur de la cathédrale de Tolède), Bartolomé Ordóñez (sièges du chœur de la cathédrale de Barcelone) et Diego de Siloé (tombeau de Don Alonso de Fonseca y Acevedo au couvent des Ursulines de Salamanque).
Alonso Berruguete et le Franco-Espagnol Jean de Joigny sont représentants du maniérisme.
Parmi les principaux représentants de la sculpture baroque il faut citer Juan Martínez Montañés à Séville et Gregorio Fernández à Valladolid, qu'accompagnent d'autres importants sculpteurs : Juan de Mesa, Pedro Roldán, Pedro de Mena et Alonso Cano.

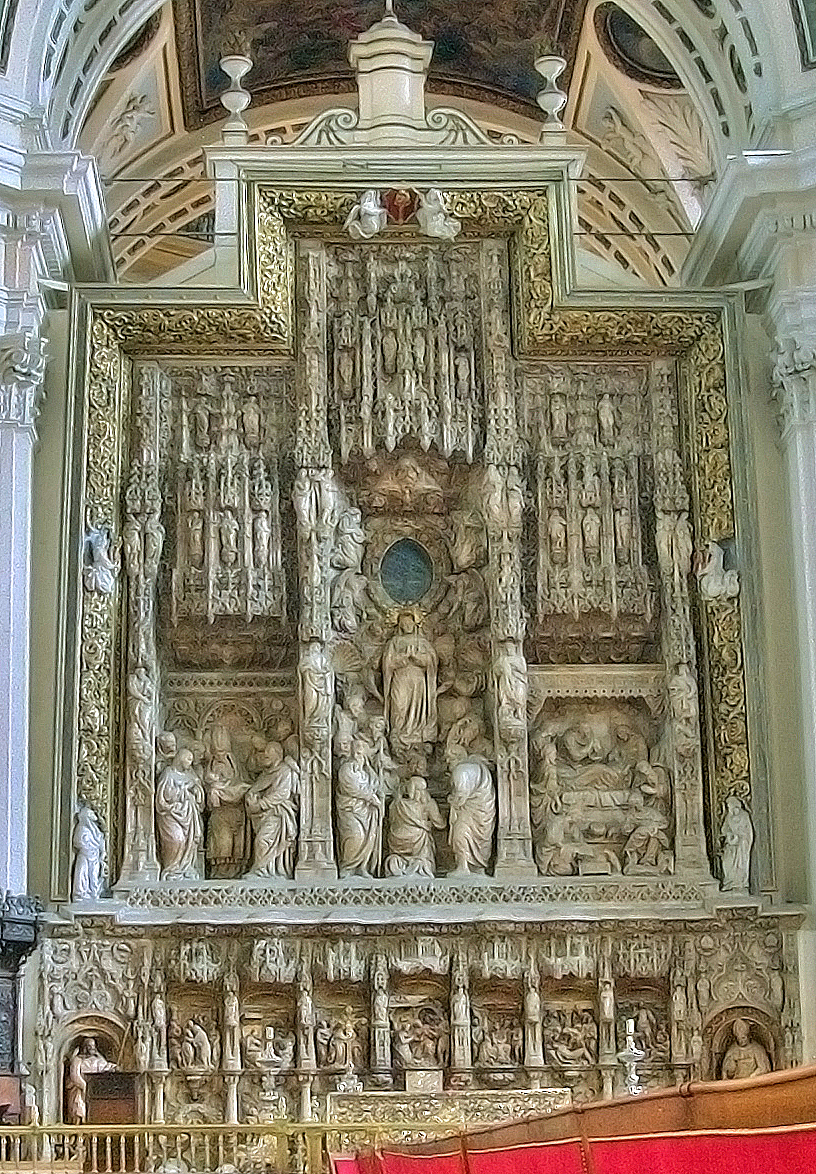
Damián Forment Retable. Basílique del Pilar (Saragosse)
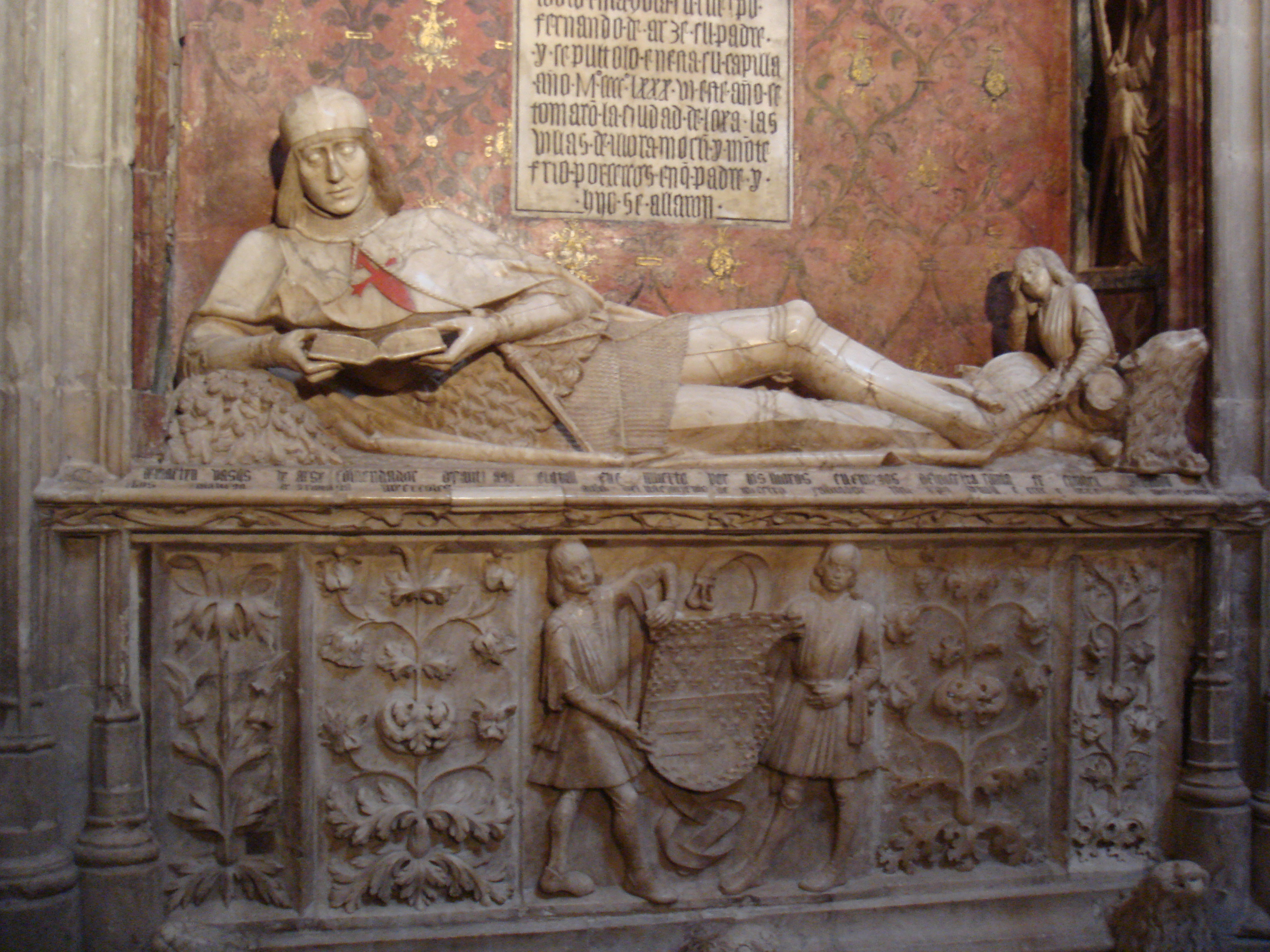
Sebastián de Almonacid Tombeau of Doncel de Sigüenza
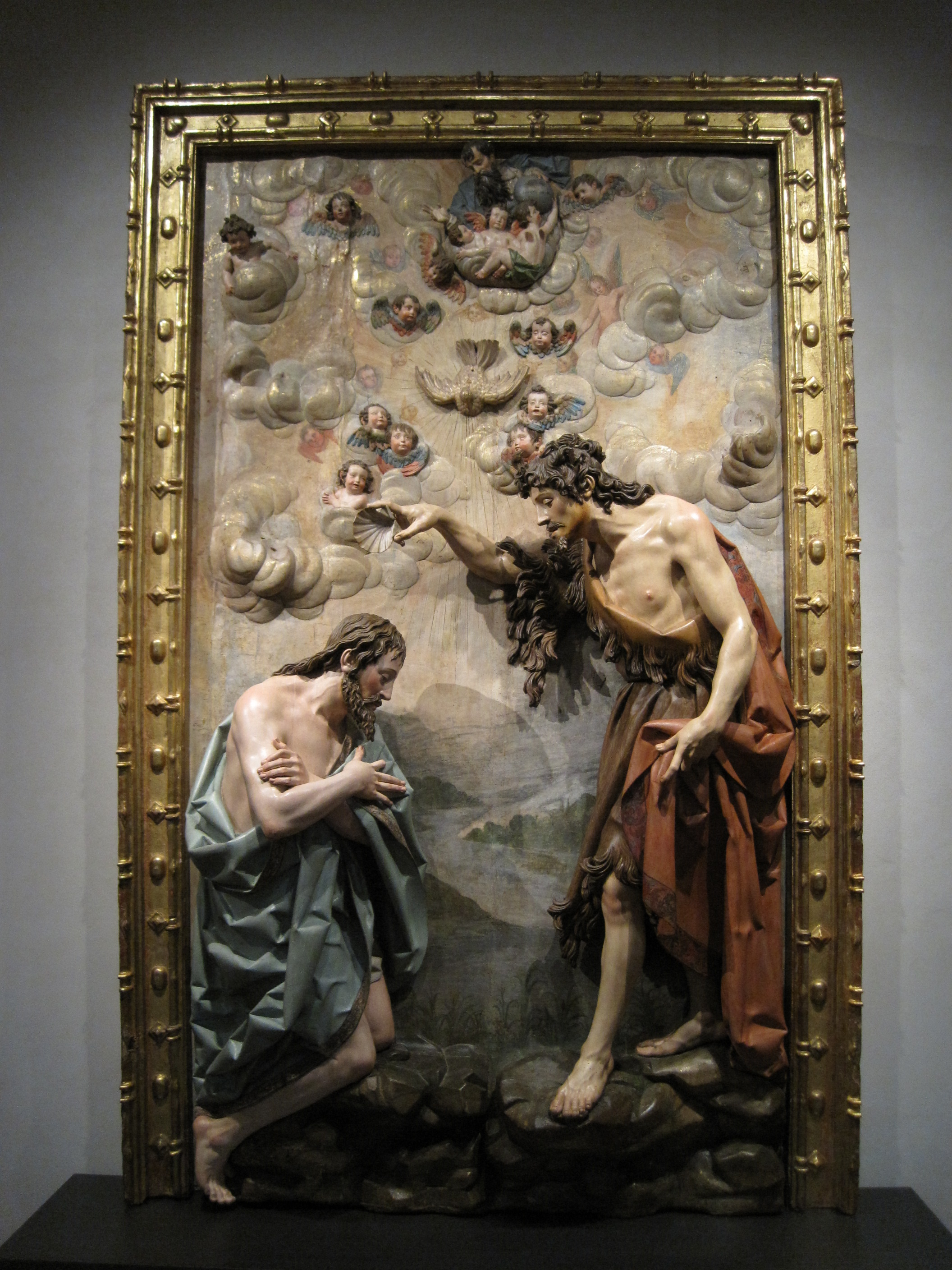
Gregorio Fernández Baptême du Christ, (1624-28)
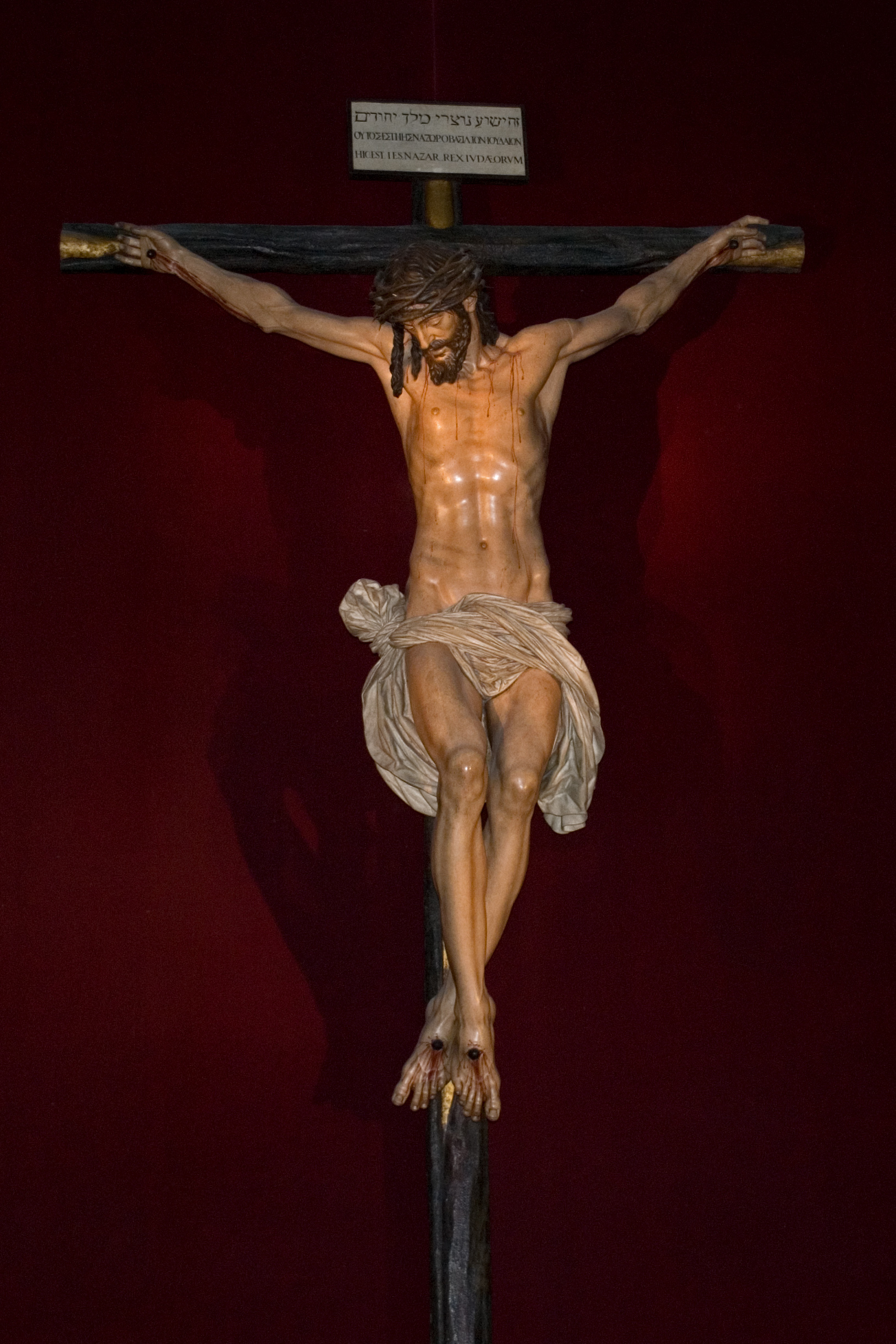
Juan Martínez Montañés Christ de la Clémence (1603-1604)
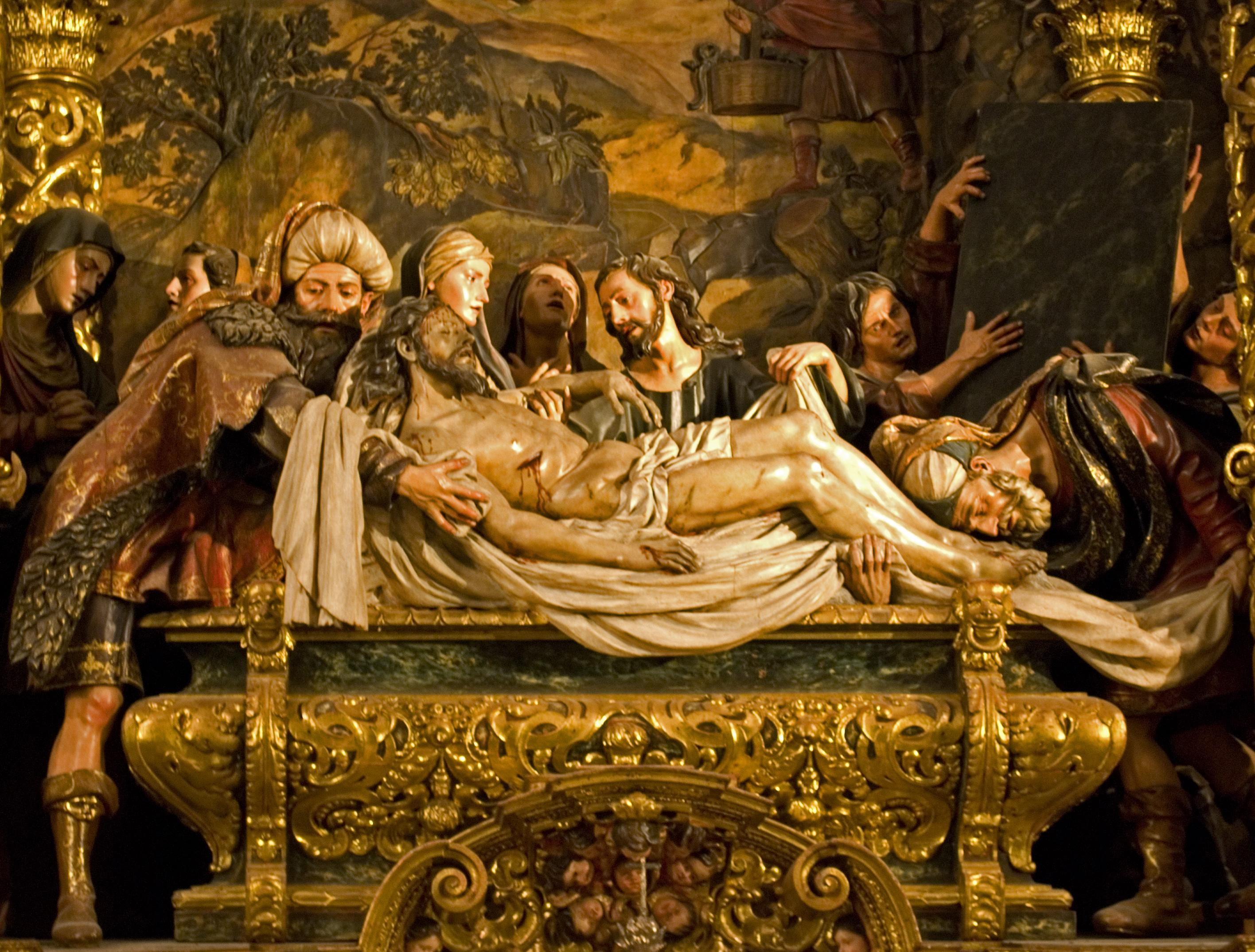
Pedro Roldán La Mise au tombeau (1670-1673).
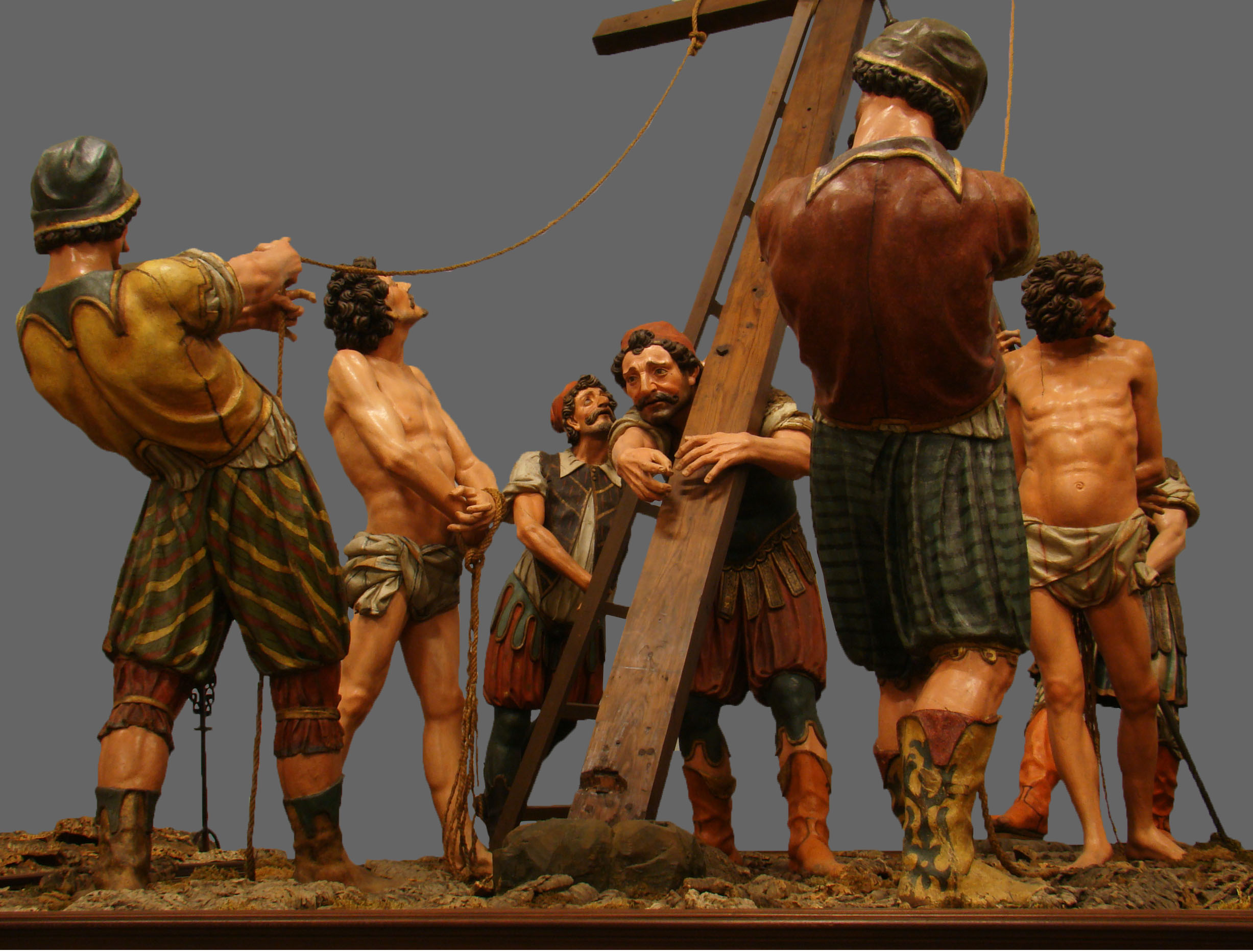
Francisco Rincón Élévatión de la Croix

## Musique

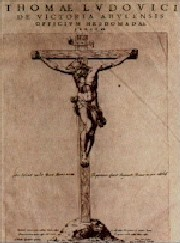
Partition de lOfficium Defunctorum de Tomás Luis de Victoria

La musique espagnole, tout comme la peinture, trouve une nouvelle vigueur dans la religion. Tomás Luis de Victoria, compositeur, particulièrement de musique chorale, du XVIe siècle, est considéré par certains comme l'un des plus grands compositeurs classiques espagnols. Il se joint au combat d'Ignace de Loyola contre la Réforme et devient prêtre en 1575. Vivant quelque temps en Italie, il y découvre la musique polyphonique de Giovanni Pierluigi da Palestrina. Comme Zurbarán, Victoria allie les techniques de l'art italien aux spécificités culturelles et religieuses espagnoles. Il incorpore dans son œuvre des appels émotionnels ainsi que des rythmes et chœurs de caractère mystique et souvent expérimentaux. Il se distingue de la tendance dominante de son temps en préférant au contrepoint des mélodies plus longues, moins techniques, en utilisant la dissonance d'une manière que l'École romaine, au contraire, évite. Il fait preuve d'une extraordinaire créativité dans le domaine de la théorie musicale en reliant la tonalité et la couleur de sa musique à celles de ses paroles, notamment dans ses motets. Comme Vélasquez, il est le protégé du Prince – ou plutôt de la reine, en ce qui concerne Victoria. L'Officium Defunctorum qu'il écrit lors de la mort de la reine Marie d'Autriche en 1603 est considéré comme l'une de ses œuvres les plus solides et les plus mûres.

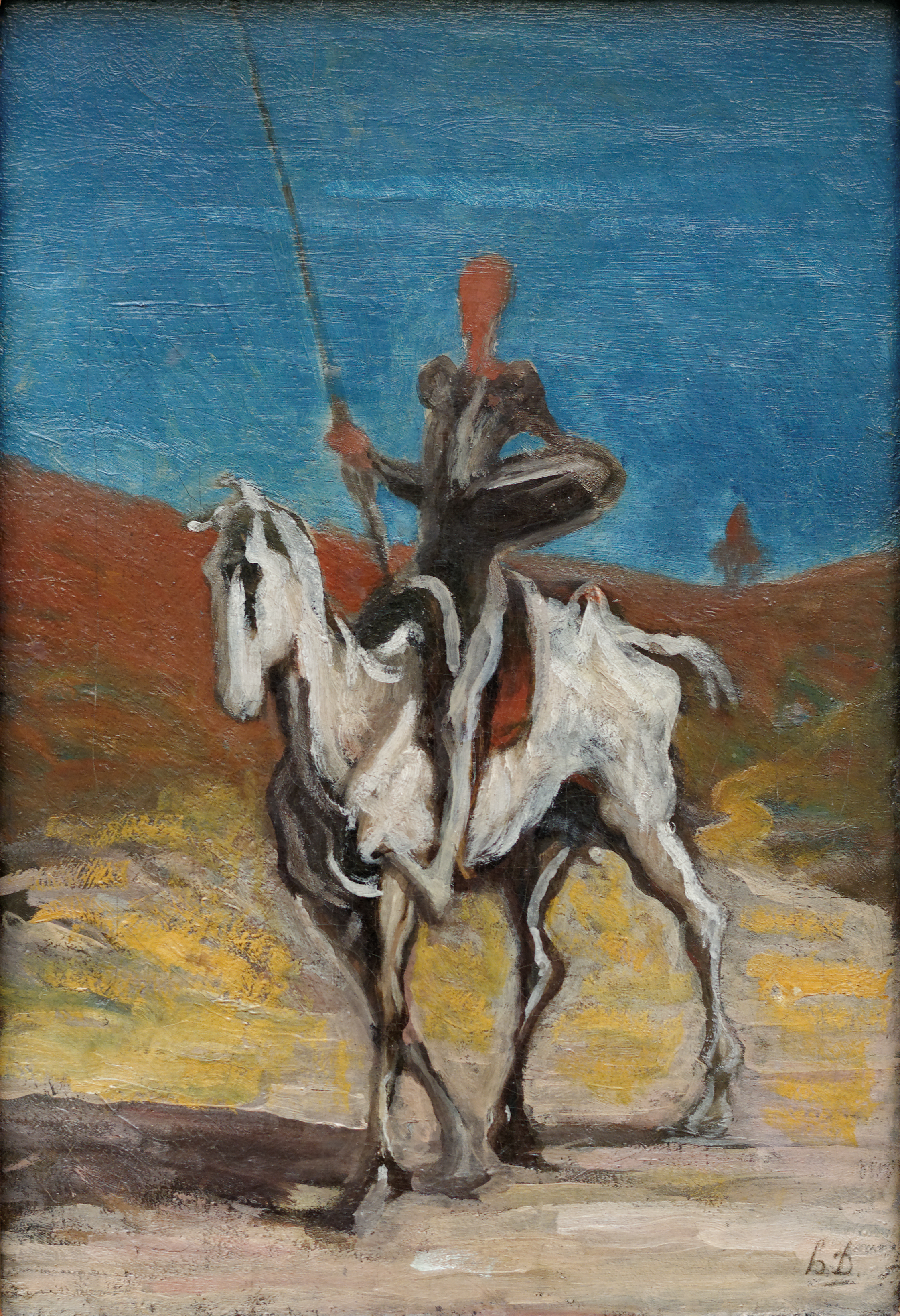
Don Quichotte vu par Honoré Daumier (Munich, nouvelle pinacothèque)

L'œuvre de Victoria trouve un écho dans celle d'Alonso Lobo - un homme que Victoria considère comme son égal. Les compositions de Lobo - également chorales dans la forme et religieuses dans leur contenu. Lobo cherche à allier Victoria à la technique d'un Palestrina et la solution qu'il trouve constitue l'acte fondateur de la musique baroque en Espagne.
Le premier recueil de pièces de musique pour vihuela est imprimé par Luis de Milán en 1536.

### Principaux musiciens
- Cristobal de Morales
- Francisco Guerrero
- Antonio de Cabezón
- Juan del Encina
- Mateo Flecha
- Alonso Mudarra
- Luys de Narváez
- Enríquez de Valderrábano
- Diego Pisador
- Francisco Correa de Arauxo
- Diego Ortiz

## Littérature

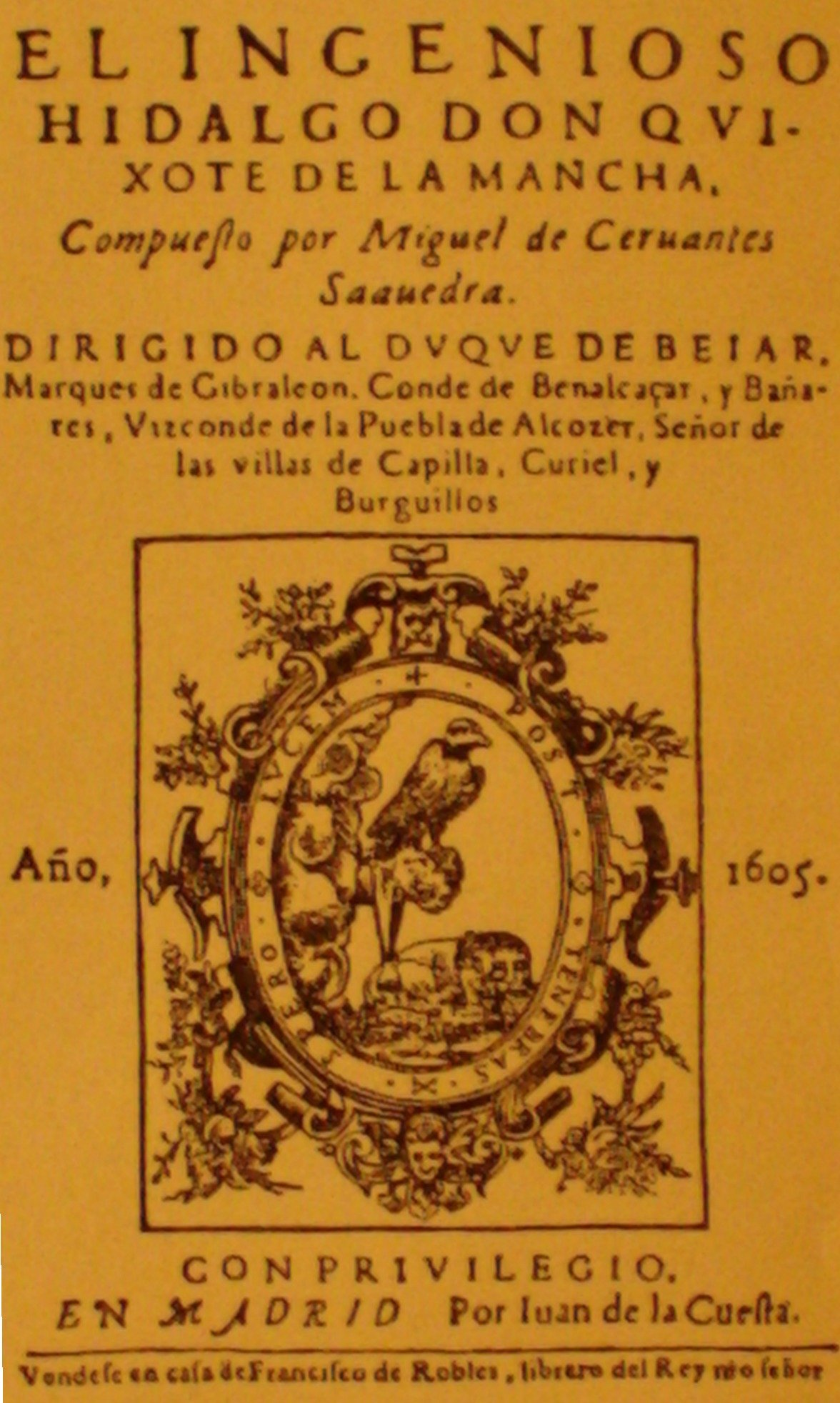
Première édition du Don Quichotte

Considéré par beaucoup comme la plus grande œuvre rédigée en langue espagnole, Don Quichotte est l'un des premiers romans publiés en Europe. Ce roman, tout comme le monde dans lequel vit son auteur, Miguel de Cervantes, est à la frontière du Moyen Âge et de l'époque moderne. Vétéran de la Bataille de Lépante (1571), Cervantes connaît une période difficile à la fin des années 1590, et est emprisonné pour dettes en 1597, quand il commence la rédaction de son chef-d'œuvre. Le second tome est publié en 1615, un an avant la mort de l'auteur. Don Quichotte est à la fois un roman médiéval - un roman de chevalerie - et un roman de l'époque moderne alors naissante. Le livre est une parodie des mœurs médiévales et de l'idéal chevaleresque et une critique des structures sociales d'une société espagnole rigide et vécue comme absurde. Don Quichotte est un jalon important de l'histoire littéraire, et les interprétations qu'on en donne sont multiples, pur comique, satire sociale, analyse politique.

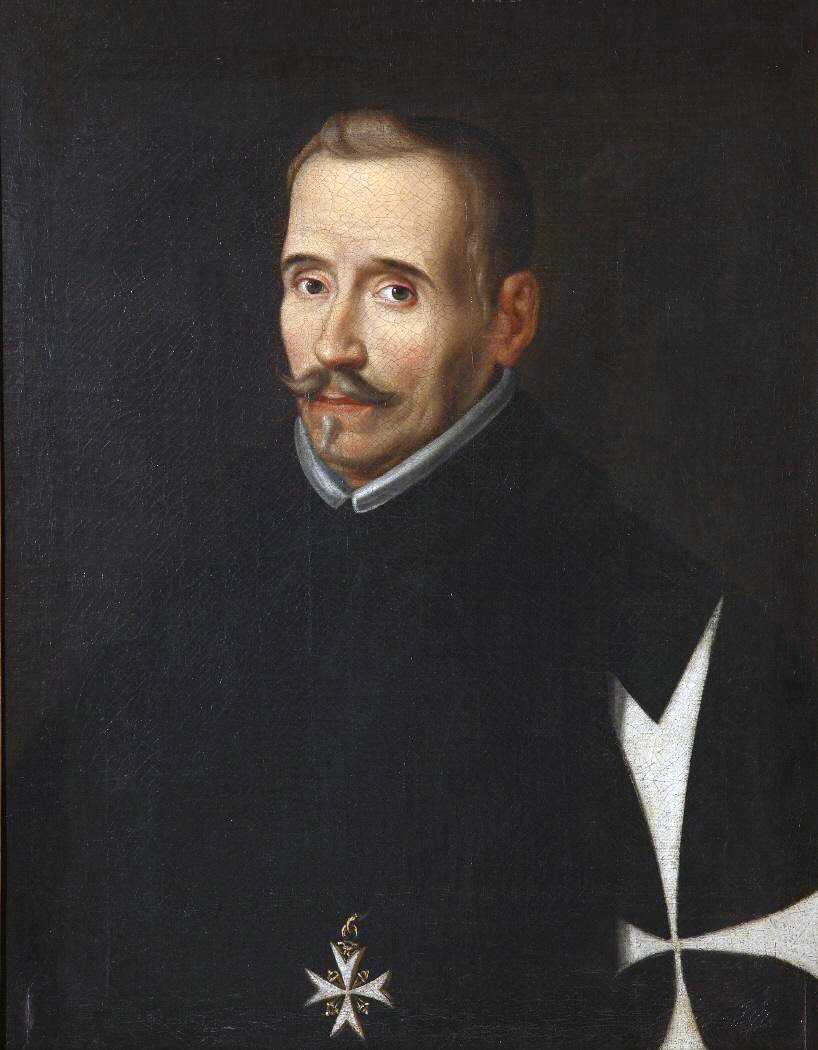
Portrait de Lope de Vega.

Contemporain de Cervantes, l'auteur de théâtre Lope de Vega est célèbre pour ses drames, notamment ceux basés sur l'histoire du pays. Comme Cervantes, Lope de Vega participe aux batailles menées par l'armée espagnole et est fasciné par l'antique aristocratie espagnole. Dans les centaines de pièces qu'il écrit, situées dans des contextes aussi variés que la Bible, l'histoire légendaire de l'Espagne, la mythologie classique ou l'époque contemporaine, Lope de Vega adopte, comme Cervantes, une approche comique, transformant par exemple une pièce morale conventionnelle en une œuvre humoristique et cynique. Son objectif principal est de distraire son public. Le mélange qu'il fait des éléments moraux, de la comédie, du drame et du génie populaire en fait un cousin de Shakespeare, auquel il est souvent comparé, et dont il est le contemporain. En tant que critique de la société, Lope de Vega attaque, également comme Cervantes, nombre des anciennes institutions du pays, dont l'aristocratie, la chevalerie, la rigidité des mœurs… Ces deux écrivains constituent une alternative artistique à l'ascétisme d'un Francisco Zurbarán. Plus avant dans le XVIIe siècle, les pièces de « cape et d'épée » de Lope de Vega mêlant aventures, intrigues amoureuses et comédie influencent son héritier littéraire, Pedro Calderón de la Barca.
Le théâtre prend une grande importance et devient un spectacle extrêmement populaire. Les premiers véritables espaces scéniques sont construits à la fin du XVIe siècle. Ces théâtres s'appellent les « corrales de comedias ». La structure d'un « corral de comedias » ressemble beaucoup à celle d'un théâtre élisabéthain : un espace clos, non couvert, est aménagé dans le patio, la cour rectangulaire située entre les maisons ; au fond, une scène, entourée de tribunes et de loges sur trois côtés, fait face à un parterre à ciel ouvert où les spectateurs se tiennent debout.
La littérature du Siècle d’or espagnol comprend également des autobiographies de militaires, comme celles de Alonso de Contreras ou de Diego Duque de Estrada.

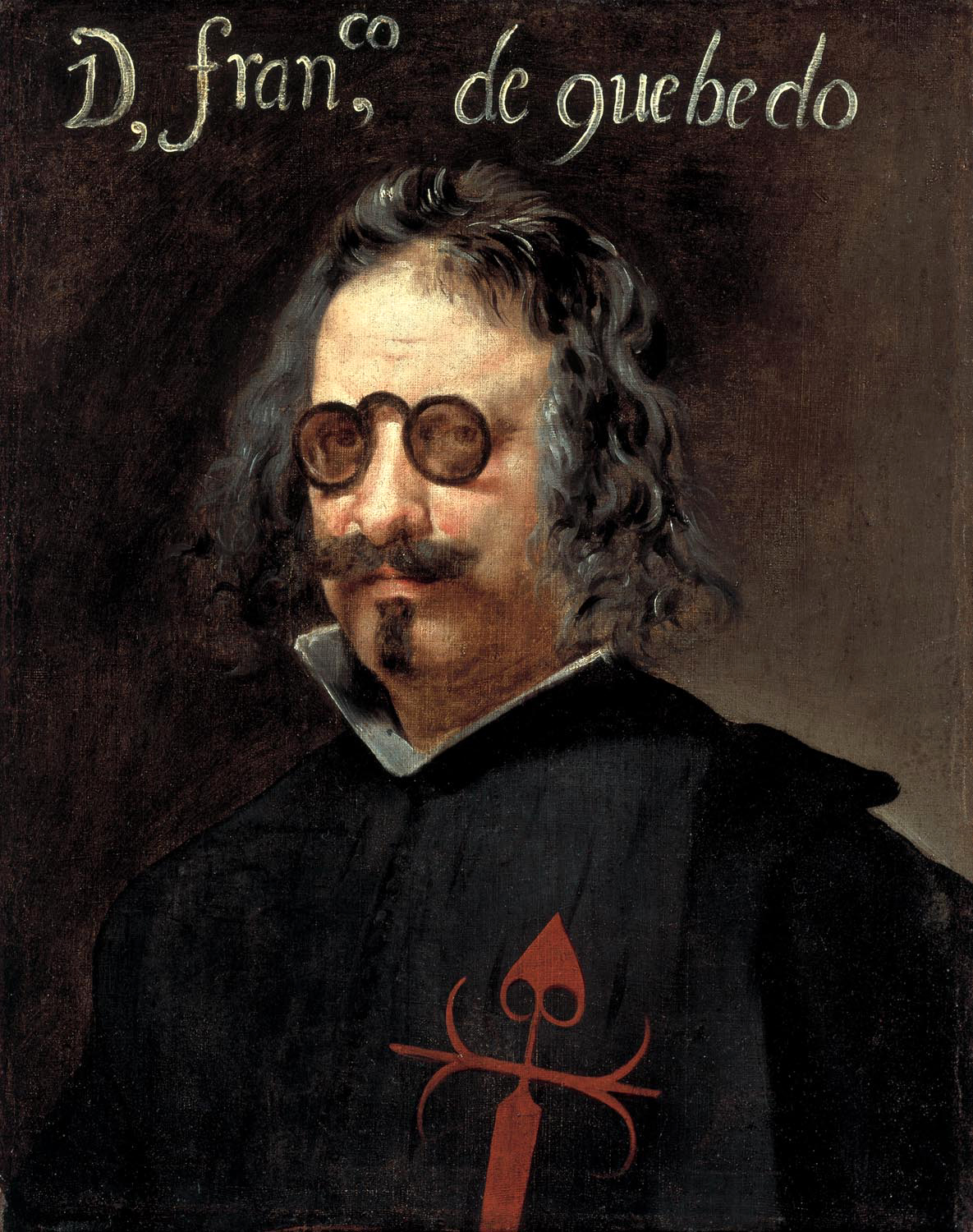
Francisco de Quevedo (1580-1645)

### Principaux écrivains
- Hernando de Acuña (1520-1580)
- Baltasar del Alcázar
- Francisco de Aldana
- Mateo Alemán (1547-1620)
- Francisco Avellaneda
- Luis Barahona de Soto
- Gabriel Bocángel (1603-1658)
- Cristóbal de Castillejo
- Alonso de Castillo Solórzano
- Guillén de Castro (1569-1631)
- Miguel de Cervantes (1547-1616)
- Pedro Calderón de la Barca (1600-1681)
- Juan de la Cueva (1543-1612)
- Juan Bautista Diamante (1625–1687)
- Alonso de Ercilla (1533-1594)
- Gonzalo Fernández de Oviedo y Valdés (1478-1557)
- Luis de Góngora (1561-1627)
- Baltasar Gracián (1601-1658)
- Fernando de Herrera
- Diego Hurtado de Mendoza (1503-1575)
- Juan de Jáuregui (1583-1641)
- Félix Lope de Vega (1562-1635)
- Juan López de Hoyos (1511-1583)
- Fray Luis de León (1528-1591)
- Juan de Mal Lara
- Francisco de Medrano
- Tirso de Molina (1583-1648)
- Agustín Moreto
- Cristóbal Mosquera de Figueroa
- Pedro de Padilla
- Juan Pérez de Montalván (1602-1638)
- Francisco de Quevedo y Villegas (1580-1645)
- Andrés Rey de Artieda
- Sebastián Rodríguez de Villaviciosa
- Francisco de Rojas Zorrilla (1607-1648)
- Juan Ruiz de Alarcón y Mendoza (1581-1639)
- Gregorio Silvestre Rodríguez de Mesa
- Garcilaso de la Vega (1501 ou 1503-1536)
- Juan Vélez de Guevara (1611-1675)
- Luis Vélez de Guevara (1579-1644)
- Gil Vicente (1465-vers 1537), dramaturge portugais influent sur le théâtre du Siècle d'or.
- Comte de Villamediana
- Cristóbal de Virués (1550-1614)
- Juan de Zabaleta
- Antonio Mira de Amescua (1577-1644)